# Сабато, Антонио
Антонио Сабато (итал. Antonio Sabato, 9 января 1958, Новара-ди-Сицилия) — итальянский футболист, играл на позиции полузащитника.
Выступал, в частности, за «Интернационале» и «Торино», а также национальную сборную Италии.

## Клубная карьера
Родился 9 января 1958 года в городе Новара-ди-Сицилия. Воспитанник футбольной школы клуба «Интернационале». Взрослую футбольную карьеру начал в 1976 году в основной команде того же клуба, в которой провел один сезон, приняв участие лишь в 1 матче чемпионата.
Не закрепившись в основе миланского клуба, с 1977 по 1982 год играл на правах аренды за «Форли» (Серия С1), «Самбенедеттезе» (Серия В) и «Катандзаро» (Серия А).
Летом 1982 года вернулся в «Интер», где стал основным игроком, однако из-за конфликта с партнером по команде Лиамом Брейди летом 1985 года перешёл в «Торино». Отыграл за туринскую команду следующие четыре сезона своей игровой карьеры. Большинство времени, проведенного в составе «Торино», был основным игроком команды.
В течение 1989—1991 годов защищал цвета команды клуба «Асколи», вылетев по итогам первого сезона Серии А.
Завершил профессиональную игровую карьеру в «Алессандрии» из Серии С, за которую выступал на протяжении 1991—1993 годов. В целом он сыграл 283 игр (14 голов) в Серии А, 46 (2 гола) в Серии В и 58 игр (3 гола) в Серии С.

## Выступления за сборные
В течение 1977—1982 годов привлекался в состав молодежной сборной Италии, в её составе был участником молодежного чемпионата мира 1977 года, где итальянцы не смогли выйти из группы.
3 марта 1984 года дебютировал в официальных играх в составе национальной сборной Италии в товарищеском матче против сборной Турции (2:1), заменив Джузеппе Доссену. Всего провел в форме главной команды страны 4 матча.
В составе олимпийской сборной был участником футбольного турнира на Олимпийских играх 1984 года в Лос-Анджелесе. На турнире сыграл в четырёх матчах — с США, Коста-Рикой, Чили и Бразилией и занял с командой 4 место.
В общем Сабато сыграл 4 матча за национальную сборную, 11 — за олимпийскую и один за молодежную до 21 года.